# Heterozeotrop
Heterozeotrop – układ ciecz-para, w którym nie występuje punkt azeotropowy, a występuje obszar ograniczonej mieszalności cieczy, połączony z obszarem współistnienia cieczy i pary. Na wykresach fazowych odniesionych do układów dwuskładnikowych i stałego ciśnienia znajduje się odcinek izotermy, na którym mieszczą się punkty określające skład pary i obu współistniejących z nią cieczy. Para zawiera więcej składnika o większej lotności niż obie ciecze. Skład pary i temperatura heterozeotropu nie zależą od udziałów obu faz ciekłych układzie, co jest konsekwencją reguły faz Gibbsa.

## Podstawy fizykochemiczne
Heterozeotropy powstają w układach ciecz–para, w których dodatnie odstępstwa od prawa Raoulta są mniejsze niż w przypadku heteroazeotropów. W przypadku układów dwuskładnikowych A + B nad żadnym z roztworów (niezależnie od składu) prężność par nie jest większa od prężności pary lotniejszego składnika. Nie obserwuje się maksimum prężności pary i minimum temperatury wrzenia (warunek tworzenia azeotropu dodatniego), nie są jednak spełnione warunki całkowitej mieszalności w fazie ciekłej. 
Rozwarstwienie cieczy występuje wtedy, gdy siły oddziaływań między cząsteczkami A–A i B–B są w istotnym stopniu większe od siły oddziaływań A–B. Na wykresach fazowych obszary współistnienia dwóch faz ciekłych mają górną lub dolną temperaturę mieszalności albo obie temperatury graniczne.  
W przypadku układów heterozeotropowych przed osiągnięciem górnej temperatury mieszalności jest osiągana temperatura wrzenia. Aby równowaga termodynamiczna między dwoma cieczami i parą została zachowana, nie może się zmienić żadna ze zmiennych intensywnych. Na wykresach fazowych pojawia się odpowiadająca stałej temperaturze pozioma granica między obszarami współistnienia pary z dwoma cieczami. 

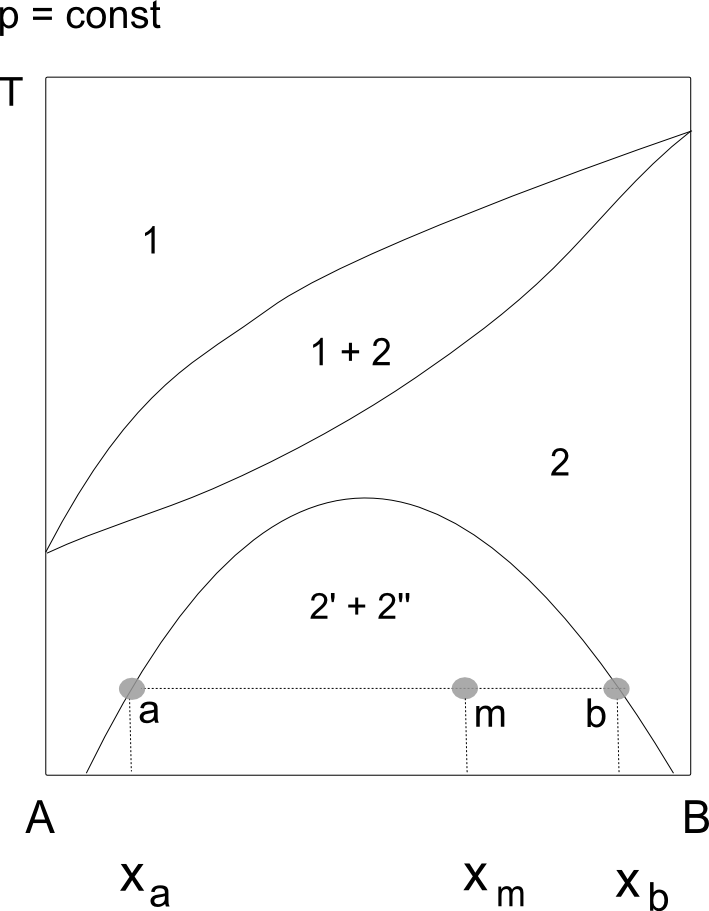
Zeotrop (równowaga ciecz––para) i obszar ograniczonej mieszalności cieczy 1 – para, 2 − roztwór AB, 2' – nasycony roztwór B w A, 2" – nasycony roztwór A w B, 1+2, 2'+2" – obszary współistnienia dwóch faz, a, m, b – sposób określania ilości współistniejących faz a i b na podstawie reguły dźwigni (dźwignia podparta w punkcie m)
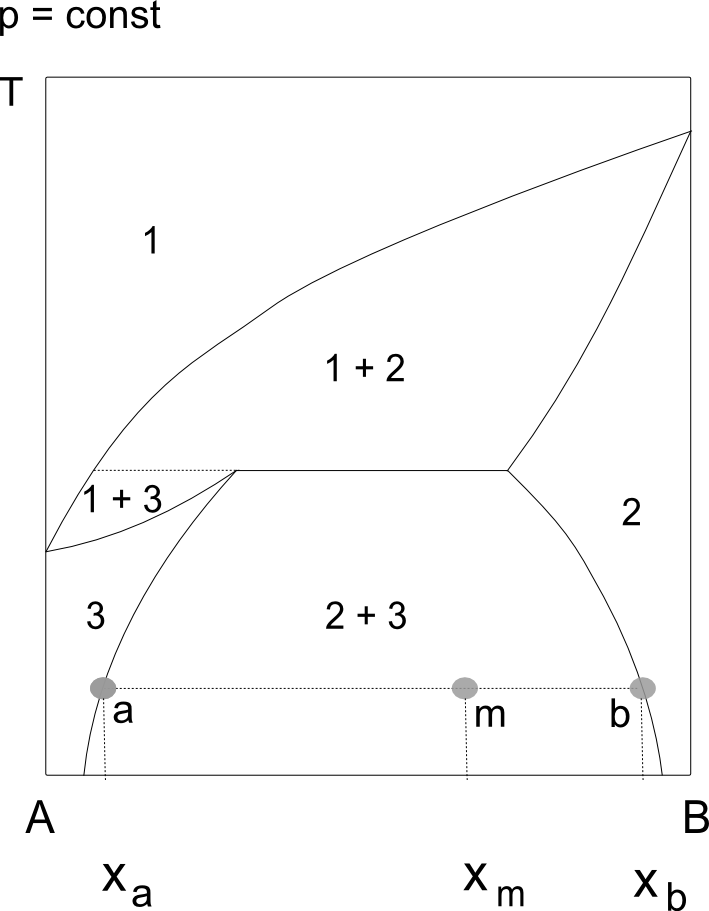
Heterozeotropia w układzie dwuskładnikowym (A + B) 1 – para, 2 − roztwór A w B, 3 – roztwór B w A, 1+2, 1+3, 2+3 – obszary współistnienia dwóch faz, a, m, b – sposób określania ilości współistniejących faz a i b na podstawie reguły dźwigni (dźwignia podparta w punkcie m)
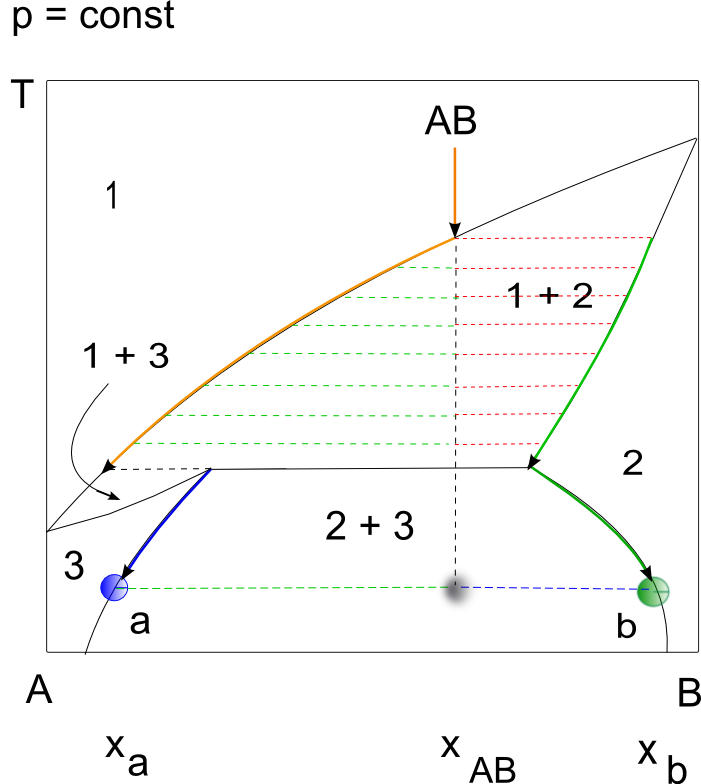
Przykład interpretacji wykresu fazowego. Proces chłodzenia pary AB linia pomarańczowa − para (1), linia granatowa – roztwór B w A (3), linia zielona – roztwór A w B (2); stosunek długości zielonej i pomarańczowej linii przerywanej w obszarze "1 + 2" odpowiada stosunkowi ilości cieczy i pary powyżej temperatury heterozeotropowej

## Przebieg kondensacji (przykłady)
W czasie chłodzenia par A (bardziej lotny) i B (mniej lotny), których skład odpowiada warunkom równowagi z dwoma fazami ciekłymi, do powstania kondensatu dwufazowego nie dochodzi. Pierwsza kropla powstającej cieczy jest bogatsza w składnik mniej lotny (B) niż para, co powoduje zmniejszenie się jego stężenia w parze. Punkt opisujący stan układu zaczyna przemieszczać się w dół przez obszar współistnienia pary z roztworem B w A. Jednofazowy kondensat jest odbierany do chwili osiągnięcia temperatury, określonej przez punkt przecięcia linii składu układu z dolną granicą obszaru ciecz–para (koniec kondensacji). Rozwarstwienie kondensatu może wystąpić po jego dalszym ochłodzeniu. Po  przekroczeniu linii nasyconych roztworów B w A stopniowo zwiększa się ilość roztworu A w B.
Jeżeli  stężenie składnika B w parze jest większe od stężenia w parze heterozeotropu, lecz mniejsze niż w granicznym roztworze A w B, w pierwszym etapie skraplania otrzymuje się kondensat jednofazowy – roztwór A w B. W miarę kondensacji zmniejsza się ilość B w parze i obniża się temperatura układu. Proces przebiega do chwili osiągnięcia temperatury heterozeotropowej, w której pojawia się druga faza ciekła – roztwór B w A. Temperatura utrzymuje się na stałym poziomie do chwili zakończenia kondensacji. Dwufazowy kondensat może być gromadzony po wcześniejszym odebraniu kondensatu jednoskładnikowego. Jego skład może ulegać zmianom w czasie dalszego chłodzenia, ze względu na zależność rozpuszczalności A w B i B w A od temperatury.       
W przypadkach, gdy stężenie B w parze jest większe od granicznego stężenia A w B jej skraplanie zachodzi bez rozwarstwienia kondensatu (roztwór A w B).

## Homoazeotrop z obszarem ograniczonej mieszalności cieczy

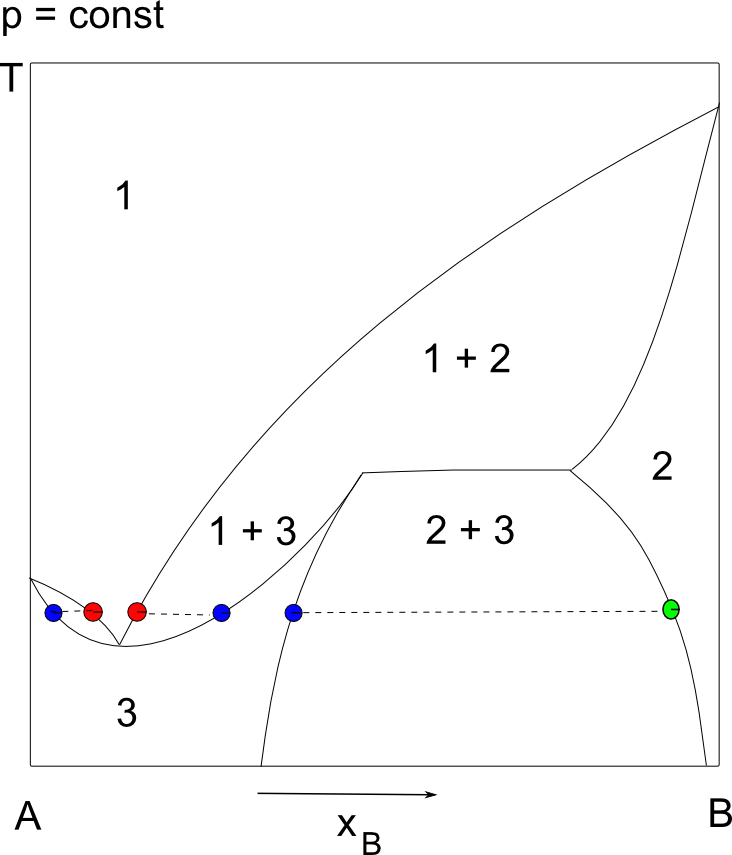
Homoazeotrop z obszarem ograniczonej mieszalności cieczy
1 – para, 2 – roztwór A w B, 3 – roztwór B w A, 1+2, 1+3, 2+3 – obszary współistnienia faz

Układami ciecz–para, które przypominają zarówno dodatni azeotrop, jak heterozeotrop, są układy dwuskładnikowe, w których punkt azeotropowy leży poza zasięgiem obszaru ograniczonej mieszalności cieczy. W takich układach A + B, różniących się proporcją składników, w jednej temperaturze mogą współistnieć w równowadze:
- para z roztworem B w A uboższym w B niż azeotrop; A(B)'
- para z roztworem B w A bogatszym w B niż azeotrop; A(B)”
- dwie ciecze o różnej zawartości B:  A(B)” i  B(A)

Stopniowo wprowadzając mniej lotną ciecz B do cieczy A można obserwować kolejne zmiany stanu układu, co ilustruje szereg: A(B)', A(B)' + para, para + A(B)”, A(B)”, A(B)”” + B(A) i B(A). 
Podobieństwo tego układu do heterozeotropu dotyczy stężeń B większych od stężenia w azeotropie AB. Uznając azeotrop za jeden ze składników dwuskładnikowego układu AB–B można stwierdzić, że jest to układ heterozeotropowy. Obowiązują opisane powyżej zasady interpretacji tej części wykresu fazowego A – B. 